# 拖船

拖船的原理图。

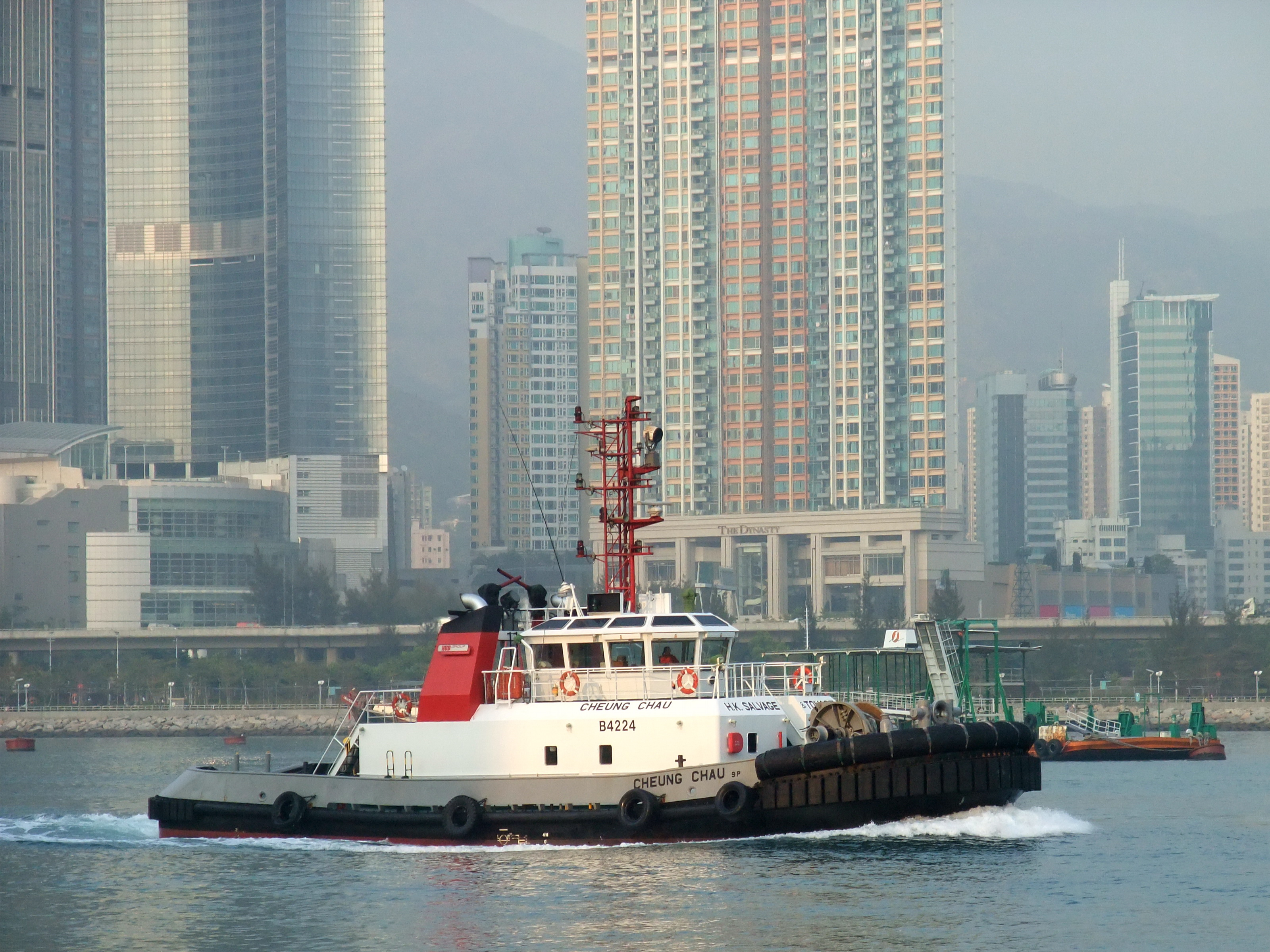
一艘駛經藍巴勒海峽的拖船

拖船是一種用於拖曳或推动其他船只的船舶，使之能在港口或海上航行，或通过河流和运河。拖船也可用来拖驳船、喪失動力之船舶、或其他设备如海上石油平台等。
拖船的体积很大。早期的拖船使用蒸汽机，如今通常使用柴油机。拖船的引擎通常为500到2,500千瓦，大型拖船可以达到20,000千瓦。其作用和铁路调车机车类似，不同的是拖船的引擎产生螺旋桨推进力，铁路机车的引擎产生拉力。

## 分类
拖船按航区分：
- 远洋拖船（seagoing tugboat）
- 打撈拖船(Salvage tug)
- 港湾拖船（harbour tugboat）
- 内河拖船（river tugboat）